# Čeboksary

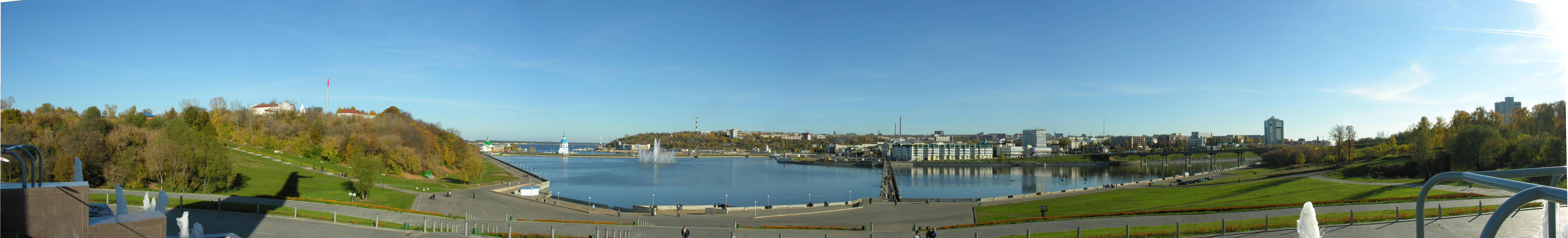
Panorama pomeridiano di Čeboksary.

Čeboksary (in russo Чебокса́ры, Čeboksáry; in ciuvascio Шупашкар, Šupaškar) è una città della Russia europea centrale, sul fiume Volga, capitale della Ciuvascia.

## Storia
La prima sua menzione in un documento scritto data dal 1469, in occasione del passaggio di alcuni soldati russi in movimento verso le terre del Khanato di Kazan; pare tuttavia che la zona fosse abitata già da diverso tempo dalle popolazioni turche dei Tatari e dei Ciuvasci, che abitavano la città conosciuta allora con il nome turco di Çabaqsar (il nome russo attuale è di stretta derivazione da quello turco originale).
Nel 1555 i russi costruirono un fortino e stabilirono un insediamento che, entro la fine del XVII secolo, si era sviluppato discretamente diventando un piccolo centro commerciale; lo status di città arrivò solo nel 1781. All'inizio dell'Ottocento in città erano attive alcune piccole manifatture, e la popolazione era allora intorno ai 5.000 abitanti.

## Economia
Čeboksary è al giorno d'oggi un centro industriale, favorito dalla presenza di una centrale idroelettrica sul Volga, poco distante dalla città; questo sbarramento ha prodotto un lago artificiale di più di 2.000 km.

## Infrastrutture e trasporti
Data la presenza del fiume, la città è un attivo porto fluviale; è inoltre servita da un aeroporto con i voli di linea giornalieri per gli aeroporti di Mosca-Domodedovo e Mosca-Vnukovo.

## Cultura
La città è un centro di discreta rilevanza religiosa (chiese e monasteri, fra cui la chiesa della Santissima Trinità) e culturali: è infatti sede di tre università e di un'accademia teatrale.
Vi hanno sede inoltre il Teatro dell'Opera e Balletto della Repubblica Ciuvascia, il Teatro Statale delle Marionette Ciuvasce, il Museo nazionale ciuvascio e l'organizzazione socio-culturale Congresso Nazionale Ciuvascio.
Nella città e in tutta la Repubblica è edita la rivista letteraria Jalav e Kapkan.

## Monumenti e luoghi d'interesse
- Monumento alla Madre Protettrice - uno dei monumenti simbolo della città
- Parco Etnoculturale Suvar

## Sport
- Fra gli anni sessanta e gli anni novanta la città ha avuto anche una squadra di calcio, l'Azamat Čeboksary, che ha militato nella Vtoraja Liga.
- Nel 2015 la città ha ospitato la Super League dei Campionati europei a squadre di atletica leggera.

## Amministrazione

### Gemellaggi
Čeboksary è gemellata con le seguenti città:
- Santa Clara
- Eger
- Antalia